# San Pier d'Isonzo
San Pier d'Isonzo est une commune italienne de la province de Gorizia, dans la région Frioul-Vénétie Julienne.

## Administration
| Période                                  | Période | Identité | Étiquette | Qualité |
| ---------------------------------------- | ------- | -------- | --------- | ------- |
|                                          |         |          |           |         |
| Les données manquantes sont à compléter. |         |          |           |         |

### Hameaux
Cassegliano, San Zanut, Bosegliano.

### Communes limitrophes
Fogliano Redipuglia, Ronchi dei Legionari, Ruda, San Canzian d'Isonzo, Turriaco, Villesse.